# Modellkomplettering
Modellkomplettering är inom modellteorin sägs en teori S vara en modellkomplettering till en teori T om:
- S är en modellkompis för T, dvs:
  1. Varje modell för T går att inbädda i en modell för S
  2. Varje modell för S går att inbädda i en modell för T
  3. S är modellfullständig
- S har kvantorelimination

Exempel:
1. Teorin för algebraiskt slutna kroppar är modellkompletteringen för teorin för kroppar, samt för teorin för helhetsområden
2. Teorin för täta linjära ordningar utan ändpunkter är modellkompletteringen för teorin för linjära ordningar.